# Казахстанська федерація футболу
Казахстанська федерація футболу (каз. Қазақстанның Футбол Федерациясы; рос. Казахстанская федерация футбола) — асоціація, що здійснює контроль і управління футболом у Казахстані. Штаб-квартира розташована у Астані. Заснована в 1992 році. Увійшла до складу ФІФА та АФК у 1994 році. Член УЄФА з 2002 року.
Асоціація організовує діяльність та здійснює керування національними збірними з футболу, включаючи головну національну збірну та молодіжну збірну. Крім того серед завдань федерації є розвиток та популяризація футболу у країні.
Під егідою федерації проводяться змагання у Чемпіонаті Казахстану з футболу, Кубку Казахстану з футболу та Суперкубку Казахстану з футболу.

## Попередні назви
- Футбольна асоціація Республіки Казахстан (1992—2000)
- Футбольний союз Казахстану (2000—2007)
- Федерація футболу Казахстану (з 2007)